# Firman
 (janvier 2018).
Si vous disposez d'ouvrages ou d'articles de référence ou si vous connaissez des sites web de qualité traitant du thème abordé ici, merci de compléter l'article en donnant les références utiles à sa vérifiabilité et en les liant à la section « Notes et références ».

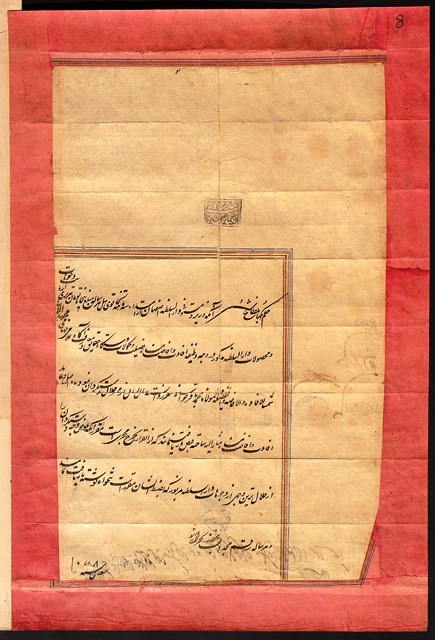
Firman

Un firman est un décret royal émis par un souverain dans certains pays islamiques, incluant l'Empire ottoman, l'Empire moghol, l'Iran ou la principauté d'Hyderābād pendant la période monarchique. Le mot « firman » vient du persan farmân (فرمان) signifiant « décret » ou « ordre ». En turc, on l'appelle un ferman.